# Linea 6 (metropolitana di Parigi)
La linea 6 della metropolitana di Parigi è una delle 16 linee di metropolitana che servono Parigi, in Francia. Tale linea costituisce la parte meridionale di un percorso ferroviario circolare (con la linea 2 che ne forma la parte settentrionale). È la sesta linea più frequentata del sistema e si sviluppa su di un viadotto sopraelevato per più di metà del percorso.

## Cronologia
- 2 ottobre 1900: apertura della tratta da Etoile a Trocadéro come estensione della linea 1
- 6 novembre 1903: estensione da Trocadéro a Passy; la linea diventa conosciuta come linea 2 Sud.
- 24 aprile 1906: la linea 2 Sud viene estesa da Passy a Place d'Italie.
- 14 ottobre 1907: la linea 2 Sud da Etoile a Place d'Italie viene incorporata dalla linea 5.
- 1º marzo 1909: viene aperta la linea 6 da Place d'Italie a Nation.
- 12 ottobre 1942: la tratta Etoile-Place d'Italie viene trasferita dalla linea 5 alla 6 (Place d'Italie-Nation) per separare le sezioni sotterranee e sopraelevate della metropolitana (perché le ultime erano più vulnerabili agli attacchi aerei).
- 1974: per ridurre la rumorosità della linea, i binari vengono convertiti per accogliere i treni su gomma.
- 10 gennaio 2023: viene introdotto il primo convoglio MP 89CC ristrutturato, proveniente dalla Linea 4 per sostituire i vetusti MP 73.

### Stazioni che hanno cambiato nome

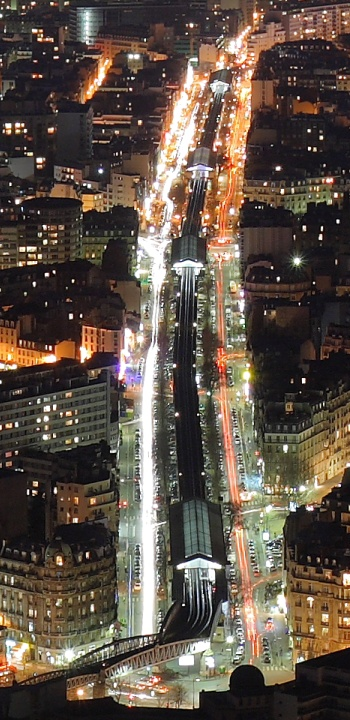
Parte del tracciato della linea 6

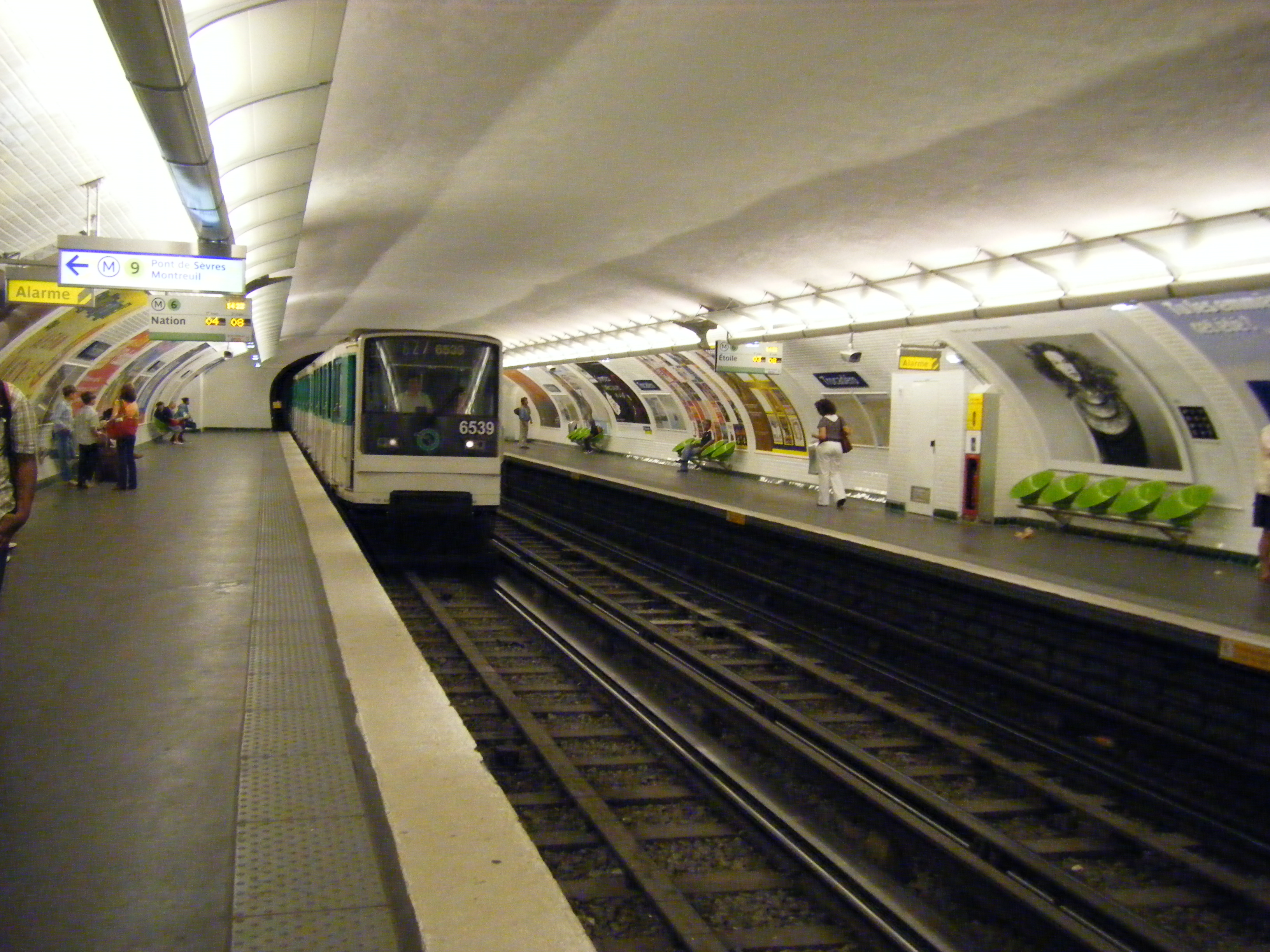
Fermata al Trocadéro, della linea 6

- 15 ottobre 1907: la stazione Avenue de Suffren (allora sulla linea 5) diventa Rue de Sèvres.
- 11 marzo 1910: la stazione Montparnasse (allora sulla linea 5) diventa Avenue du Maine.
- 1º novembre 1913: la stazione Rue de Sèvres (allora sulla linea 5) diventa Sèvres-Lecourbe.
- 30 giugno 1933: la stazione Avenue du Maine (allora sulla linea 5) diventa Bienvenüe.
- 1º marzo 1937: Saint-Mandé diventa Picpus.
- 12 luglio 1939: Charenton diventa Dugommier.
- 6 ottobre 1942: la stazione Bienvenüe (allora sulla linea 5) diventa Montparnasse - Bienvenüe.
- 18 giugno 1949: Grenelle diventa Bir-Hakeim.
- 1970: Étoile diventa Charles de Gaulle - Étoile.

## Turismo
Essendo stata una buona parte delle stazioni della linea 6 costruita su viadotti, il percorso offre delle belle vedute di Parigi, come quella da Pont de Bir-Hakeim tra Passy e Bir-Hakeim che dà sulla Torre Eiffel.

La linea 6 passa, inoltre, vicino a numerosi luoghi d'interesse:
- Place de l'Étoile e l'Arco di Trionfo.
- Place du Trocadéro.
- torre Eiffel e Campo di Marte.
- Montparnasse, con i suoi famosi café e la Torre Montparnasse.
- Place d'Italie e il Butte aux Cailles.
- a Bercy, il Ministero delle Finanze, c'è l'arena degli sport con i suoi giardini
- Place de la Nation.

## Cinema
Sulla linea 6 è stata girata una famosa scena del film Il poliziotto della brigata criminale (1975), nella quale il commissario Letellier (Jean-Paul Belmondo) sale in maniera rocambolesca a bordo del convoglio MP 73 nº 6527 in corsa, strisciando e camminano a lungo sul tetto per inseguire un criminale, col quale ingaggia un conflitto a fuoco a bordo di un vagone, avendo infine la meglio. In seguito, diverse persone tentarono imprudentemente di emularlo, spesso rimettendoci la vita.

## Letteratura
Nel racconto di Julio Cortazár Manoscritto trovato in una tasca del 1974, ambientato nella metropolitana di Parigi e contenuto nella raccolta Ottaedro, vengono citate le stazioni della linea 6: Denfert-Rocherau, Pasteur, Raspail, Montparnasse-Bienvenüe, La Motte-Picquet, Corvisart e Daumesnil. Il racconto si fonda su un gioco di "coincidenze" che l'io-narrante si impone. Nel testo il gioco è così spiegato: "La regola del gioco era questa, un sorriso nel vetro del finestrino e il diritto di seguire una donna e sperare disperatamente che la sua linea coincidesse con quella che avevo deciso io prima di ogni viaggio; e allora – sempre, finora –, vederla prendere una diversa direzione e non poterla seguire, obbligato a tornare al mondo di sopra e entrare in un caffè e continuare a vivere finché poco a poco, ore o giorni o settimane, la sete reclamando di nuovo la possibilità che tutto coincidesse finalmente, donna e vetro di finestrino, sorriso accettato o rifiutato, coincidenze di treni e allora finalmente sì, allora il diritto di avvicinarmi e di pronunciare la prima parola, spessa di tempo ristagnante, di interminabile vagare nel fondo del pozzo fra i ragni del crampo".